# 한주라이트메탈
한주라이트메탈 주식회사는 대한민국의 경량화 부품 기업이다.현대자동차에 초경량 부품을 독점 공급하며 2024년 현대자동차 차세대 전기차 전용 플랫폼 ‘eM’에 필요한 경량화 부품 공급업체로 선정됐다. 매출처는 현대기아차, GM, 르노코리아 , 닛산, 포드 자동차 등이 있다.

## 역사
1987년에 한국경금속이라는 법인으로 설립되었으며 1995년 한주금속으로 사명 변경을 하였다가 2022년 현재의 한주라이트메탈로 사명을 변경하였다. 2022년 1월 슬로바키아 법인(HANJOO LIGHT METAL s.r.o)를 설립하였다.